# Sint Odiliënberg
Sint Odiliënberg (Limburgs: Berg) is een dorp in Midden-Limburg (Nederland), ten oosten van de Maas in het Roerdal gelegen. Het is een van de zes kernen van de gemeente Roerdalen; het gemeentehuis is hier gevestigd. Het dorp is cultuurhistorisch van belang vanwege de aanwezigheid van de 11e-eeuwse Basiliek van de H.H. Wiro, Plechelmus en Otgerus, de daarnaast gelegen Onze-Lieve-Vrouwekapel en het huis Hoosden.

## Ligging, natuur en landschap
Sint Odiliënberg ligt aan de Roer, op een hoogte van ongeveer 27 meter. Langs de Roer liggen landgoederen en moerasgebieden, met name bij Huize Hoosden en Kasteel Frymersum. Verder naar het noordwesten ligt de Linnerheide. Ook de meanderende Roer kent een afwisselend natuurschoon. Het dorp ligt aan het Pieterpad.
Nabijgelegen kernen zijn: Roermond, Merum, Linne, Melick, Vlodrop, Montfort en Posterholt.

## Geschiedenis

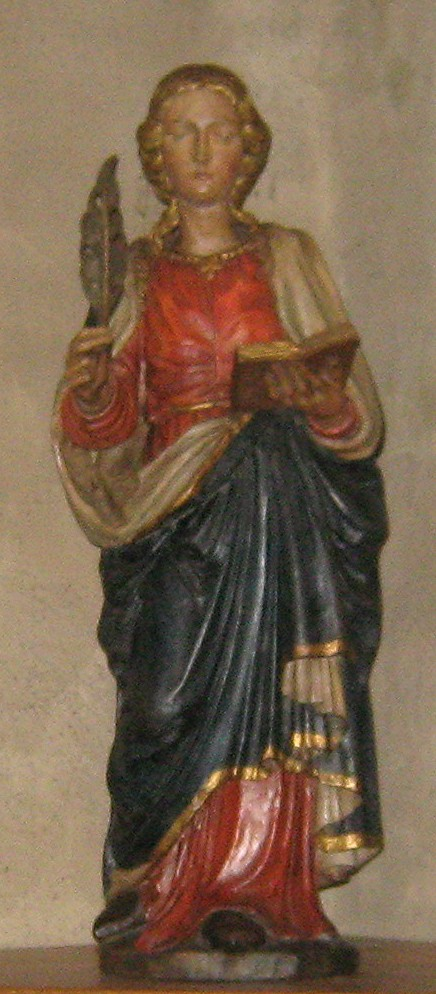
Odilia van Keulen met palmtak, symbool van haar marteldood, 18e-eeuws beeld in de basiliek

### Etymologie
In de vroegste bronnen wordt niet van Sint Odiliënberg gesproken, maar van Petrusberg. In de vita (levensbeschrijving) van de heilige Wiro, bijvoorbeeld, spreekt men van 'mons petri'. In andere bronnen spreekt men van Berg, bijvoorbeeld de schenkingsakte uit 858, waar men spreekt van het Sint-Petrus munster, ‘dat Bergh’ genoemd wordt. Ook in 870, in het Verdrag van Meerssen, spreekt men van ‘Berch’. In 943 komt de naam ‘Hereberc’ voor en in 1057 en 1131 de naam ‘Berche’.
In 1297 spreekt men voor het eerst – naar aanleiding van de stichting van een Magdalena-altaar – met zekerheid van ‘Mons Odylie’ (Odiliënberg). Naast deze Latijnse schrijfwijze komen ook Middelnederlands varianten voor, zoals Ullemberghe (1525), Udelenberge en Odelenberg. De naam Berg(he) wordt ook nog steeds gebruikt, zoals in 1422 en met betrekking tot de inlijving van de parochie bij het kapittel in 1430. Volgens zuster Maria Matthea, priorin van Priorij Thabor, was vroeger, net als nu, Odiliënberg de officiële naam en Berg de informele.
Het is niet duidelijk of Odiliënberg vernoemd is naar Odilia van de Elzas of Odilia van Keulen. Hoewel in de basiliek een beeldje staat van Odilia van Keulen, zijn er aanwijzingen dat de naam zelf naar Odilia van de Elzas verwijst. In de Elzas bevindt zich ook een Odiliënberg, de Mont Sainte-Odile. Balderik, bisschop van Utrecht, die in het midden van de 10e eeuw de kerk van Sint Odiliënberg herstelde, bezocht in 966 het klooster Hohenburg (tegenwoordig Mont Sainte-Odile). Een tweede aanwijzing is dat Paus Leo IX, die beschermheer van Hohenburg was en afstamde van dezelfde familie als Odilia van de Elzas, veel heeft betekend voor Lotharingen, waar hij verschillende kloosters stichtte en ondersteunde, waaronder mogelijk ook dat van Sint Odiliënberg.

### Middeleeuwen
Volgens de overlevering werd begin 8e eeuw in Sint Odiliënberg door de missionarissen Wiro, Plechelmus en Otgerus een klooster gesticht. Volgens diezelfde overlevering werden zij ook in Sint Odiliënberg begraven. In 857 week de bisschop van Utrecht, Hungerus Frisus, tijdelijk uit naar Sint Odiliënberg vanwege de plunderingen door Vikingen in de streek rondom Utrecht. In 954 zou bisschop Balderik van Utrecht bijna het hele lichaam van Plechelmus naar de kerk van Oldenzaal hebben verplaatst, die vanaf dat moment ook aan die heilige gewijd was. In 1361 werden de resterende relikwieën naar Roermond overgebracht. Op 12 mei 1686 werd een gedeelte hiervan weer teruggebracht naar Sint Odiliënberg.

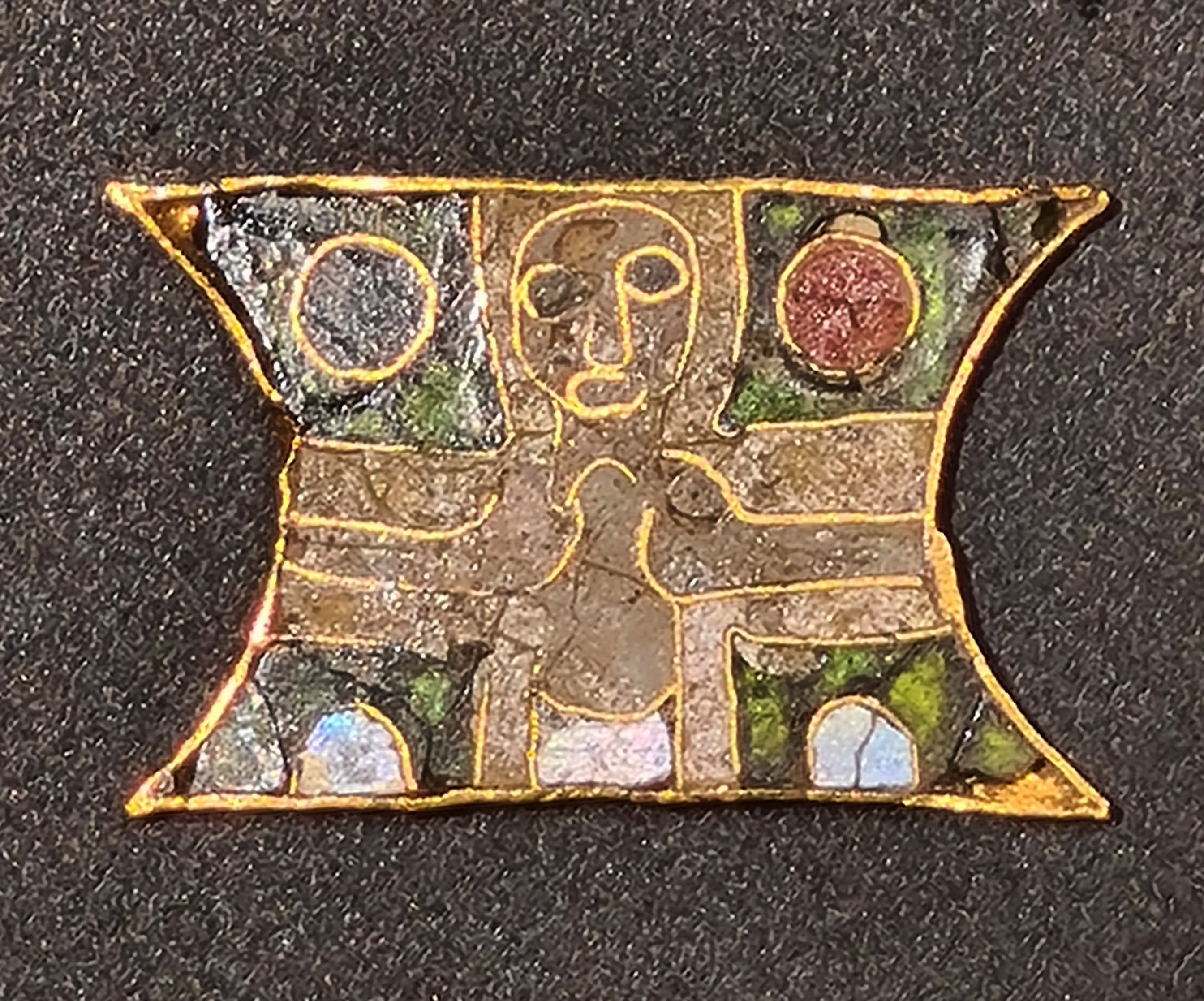
10e-eeuws plaatje van goud en emaille, gevonden in Sint Odiliënberg (collectie Centre Céramique, Maastricht)

Op 2 januari 858 schonk Lotharius II, koning van Lotharingen, dit klooster en verdere eigendommen aan Hunger, bisschop van Utrecht. Aanleiding hiervoor was de verdrijving van de bisschop uit de stad Utrecht door de Vikingen. Bisschop Hunger stichtte vervolgens in Sint Odiliënberg een kapittel.
Deze schenking moet aanzienlijk geweest zijn, want in 943 gaf bisschop Balderik aan de dochter van een zekere graaf Reiner of Rayner en haar twee zonen 65 boerderijen in Roer, Lerop, Linne, Swalmen, Vlodrop, Asselt, Melick en Maasniel in vruchtgebruik.
Hierna nam de macht van het bisdom Utrecht steeds verder af. Uit een oorkonde uit 1057 blijkt dat de bisschop alleen nog bezittingen had in Sint Odiliënberg en Linne. In 1222 was bisschop Otto II genoodzaakt zijn allodium in leen te geven aan Gerard III, graaf van Gelre. Kerkelijk gezien kwam Sint Odiliënberg aan het bisdom Luik. Het klooster werd omgevormd tot wereldlijk kapittel, waarvan een van de kanunniken van de kathedrale kerk in Utrecht als proost diende.
Sint Odiliënberg maakte vanaf het midden van de 13e eeuw deel uit van het Ambt Montfort, een onderdeel van het hertogdom Gelre. In 1361 werd op advies van de bisschop van Luik het kapittel van Sint Odiliënberg verplaatst naar Roermond, in verband met de twisten tussen de Heeckerens en Bronckhorsten. In 1437 werd het klooster van Sint Odiliënberg geschonken aan de Orde van het Heilig Graf. Zo'n 70 jaar daarvoor, in 1365, namen de kanunniken van Sint Odiliënberg de goederen van de Johanniterorde (de Heilige Geestkerk en toebehoren) in gebruik. Mogelijk is de schenking van Sint Odiliënberg aan het Heilig Graf een ruiling geweest voor de Heilige Geestkerk.

### Ancien regime
De orde nam het klooster, waarschijnlijk vanwege gebrek aan kloosterlingen, echter pas in 1467 in gebruik. Onder de eerste prior, Jan van Abroek groeide Sint Odiliënberg uit tot het centrum van de orde in de Nederlanden en Duitsland. Vanaf 1482 hielden de kanunniken van het Heilig Graf zich ook bezig met de bediening van de parochie in Sint Odiliënberg. Vanaf 1485 was de prior van Sint Odiliënberg ook provinciaal-vicaris van Neder-Duitsland.
Vanuit Sint Odiliënberg werden meer dan dertig kloosters gesticht, bijvoorbeeld het Klooster Hoogcruts (gesticht omstreeks 1498), het cellebroedersklooster Trans-Cedron in Venlo (overgenomen in 1500) en het Bonnefantenklooster in Maastricht.
Door de Tachtigjarige Oorlog raakte het klooster in Sint Odiliënberg in verval. De laatste prior, Jan van Mombeeck, overleed begin 17e eeuw. De laatste kanunnik, Bertrandus de Monte, verkocht de berg met de vervallen kerk op 7 juli 1679 aan het kapittel van Roermond.
Sint Odiliënberg hoorde bij Spaans Opper-Gelre. Vanaf 1713 kwam het samen met enkele andere gemeenten als Staats-Opper-Gelre aan de Verenigde Provinciën.
De Franse Tijd (1794-1814) bracht voor Sint Odiliënberg grote veranderingen met zich mee. De antiklerikale politiek van de Fransen betekende dat ook het Roermondse kapittel werd opgeheven. De kerk in Sint Odiliënberg werd door de Franse overheid geconfisqueerd en alle kerkelijke bezittingen werden openbaar verkocht. Veel kostbare voorwerpen uit de kerkschat gingen daardoor (en door onwetendheid in de periode daarna) verloren.

### 19e-21e eeuw

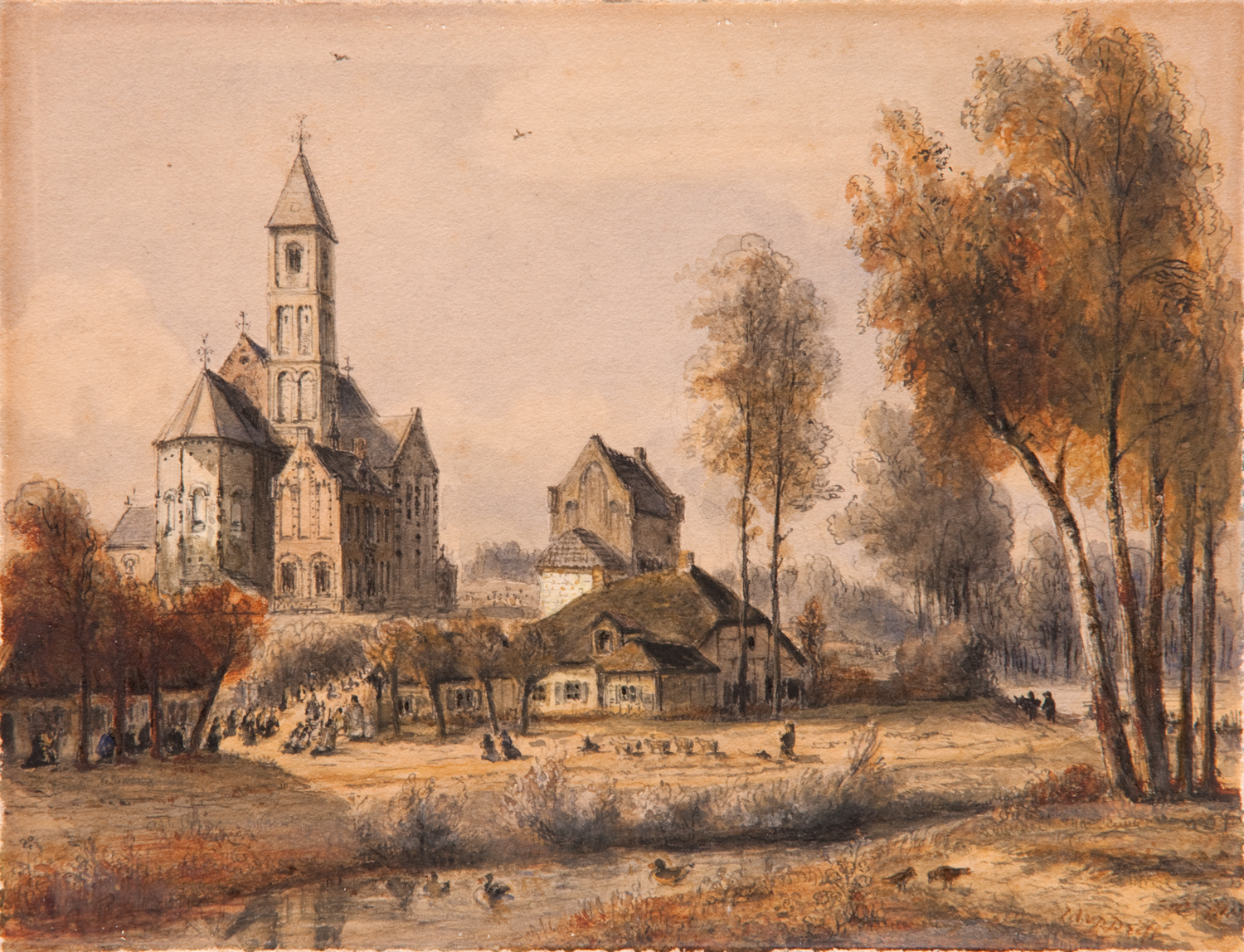
Kerk in Sint Odiliënberg, aquarel van J.A. van der Drift, 1860 (Historiehuis, Roermond)

In 1888 vestigden twee kanunnikessen van het Heilig Graf zich in Sint Odiliënberg.
Van 1915 tot 1932 had het dorp een halte aan de tramlijn Roermond - Vlodrop. In 1915 was het dorp het eindpunt van de lijn en een jaar kwam ook het deel naar Posterholt en Vlodrop gereed. De lijn liep ten westen van de weg van Melick en ging de Roerbrug over. Tussen hoofdstraat 30 en 40 (huidige nummering) lag de tramhalte met drie sporen. Daarna volgde de lijn de weg naar Posterholt. Er reden dagelijks vier trams in beide richtingen, en een rit naar Station Roermond duurde zo’n 25 minuten.
Vanwege de ontwikkeling van nieuwbouwwijken is het dorp sinds 1995 flink gegroeid in inwonertal. Voor wat betreft voorzieningen, zoals winkels, is het grotendeels op Roermond georiënteerd.
Sint-Odiliënberg was een zelfstandige gemeente, tot deze begin 1991 bij een gemeentelijke herindeling opging in Ambt Montfort. In deze gemeente was Sint-Odiliënberg een van de drie grotere kernen. In 2007 ging Ambt Montfort op in de gemeente Roerdalen. Het gemeentehuis bevindt zich in Sint Odiliënberg.

## Bezienswaardigheden

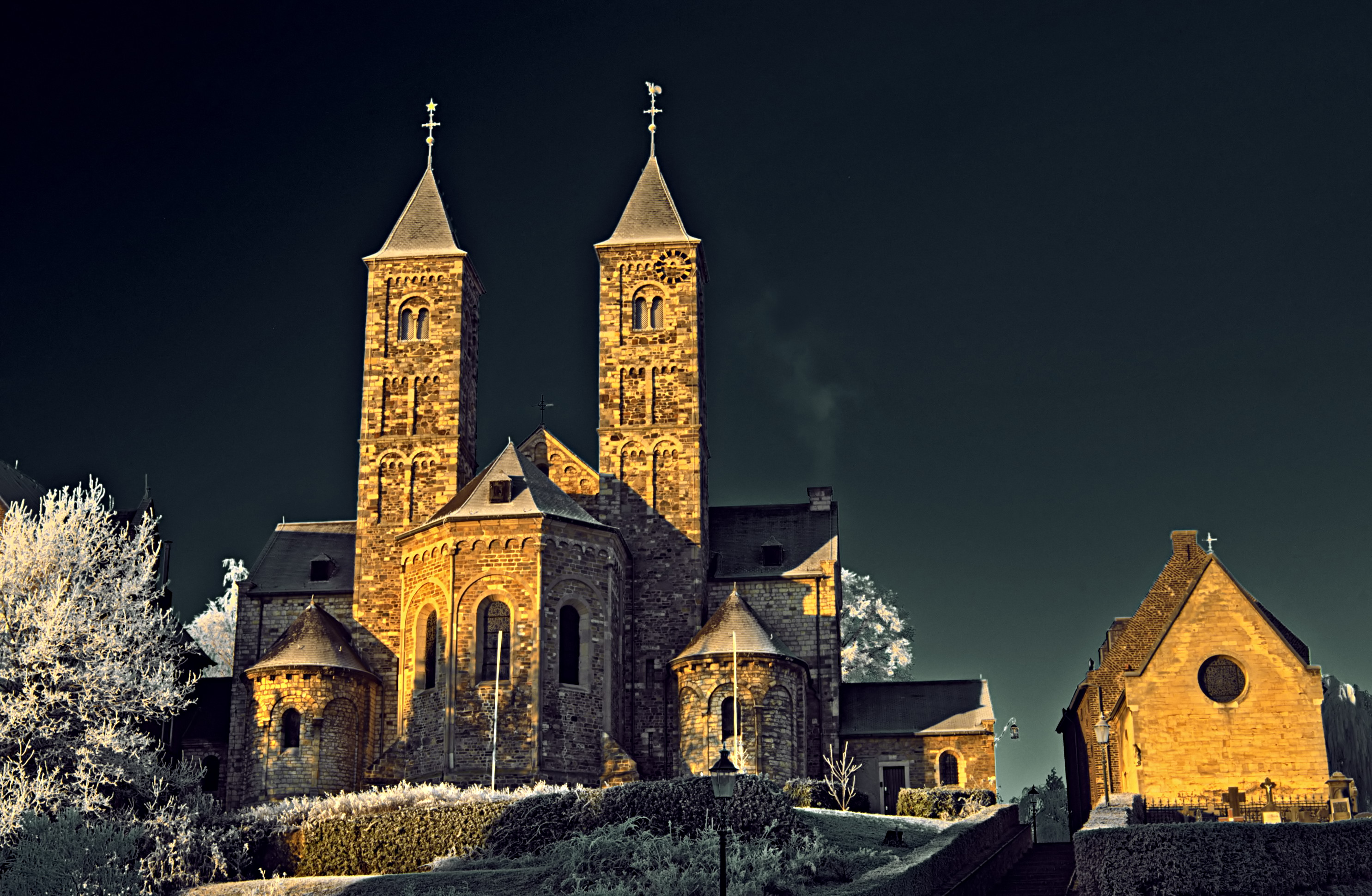
Basiliek en Onze-Lieve-Vrouwekapel

- Basiliek van de H.H. Wiro, Plechelmus en Otgerus
- Onze-Lieve-Vrouwekapel
- Sint-Annakapel of Mariakapel
- Huis Hoosden
- Kasteel Frymerson
- Hagelkruis Sint Odiliënberg
- Priorij Thabor
- Roerstreekmuseum, aan Kerkplein 10
- Grafheuvel Bergerbos
- Molen van Verbeek, een stenen beltmolen die als korenmolen is ingericht.
- Monumentale boerderijen aan Leropperweg 19 (van 1762) en Leropperweg 32 ("Jongenhof") van 1691

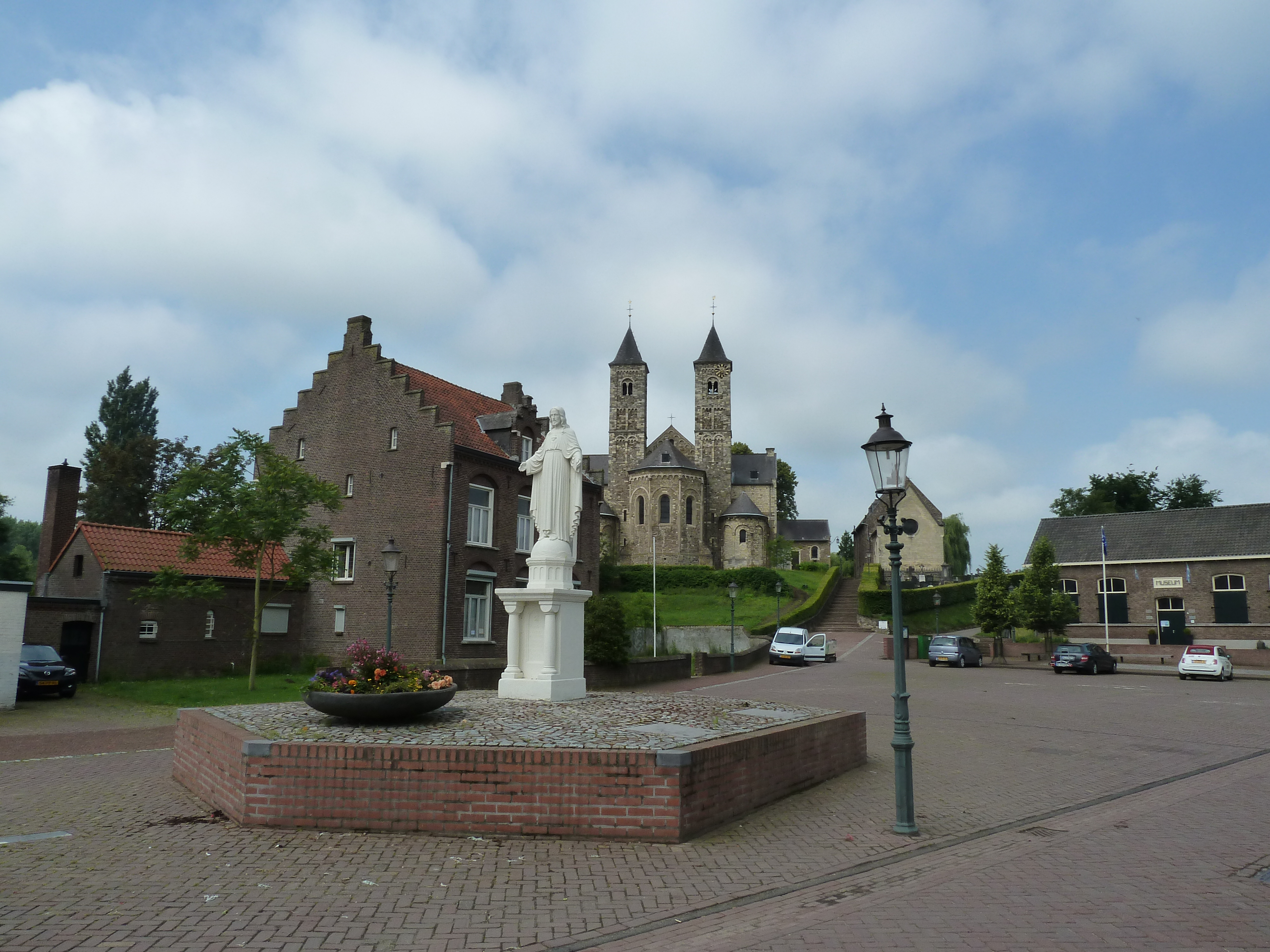
Plein met Heilig Hartbeeld
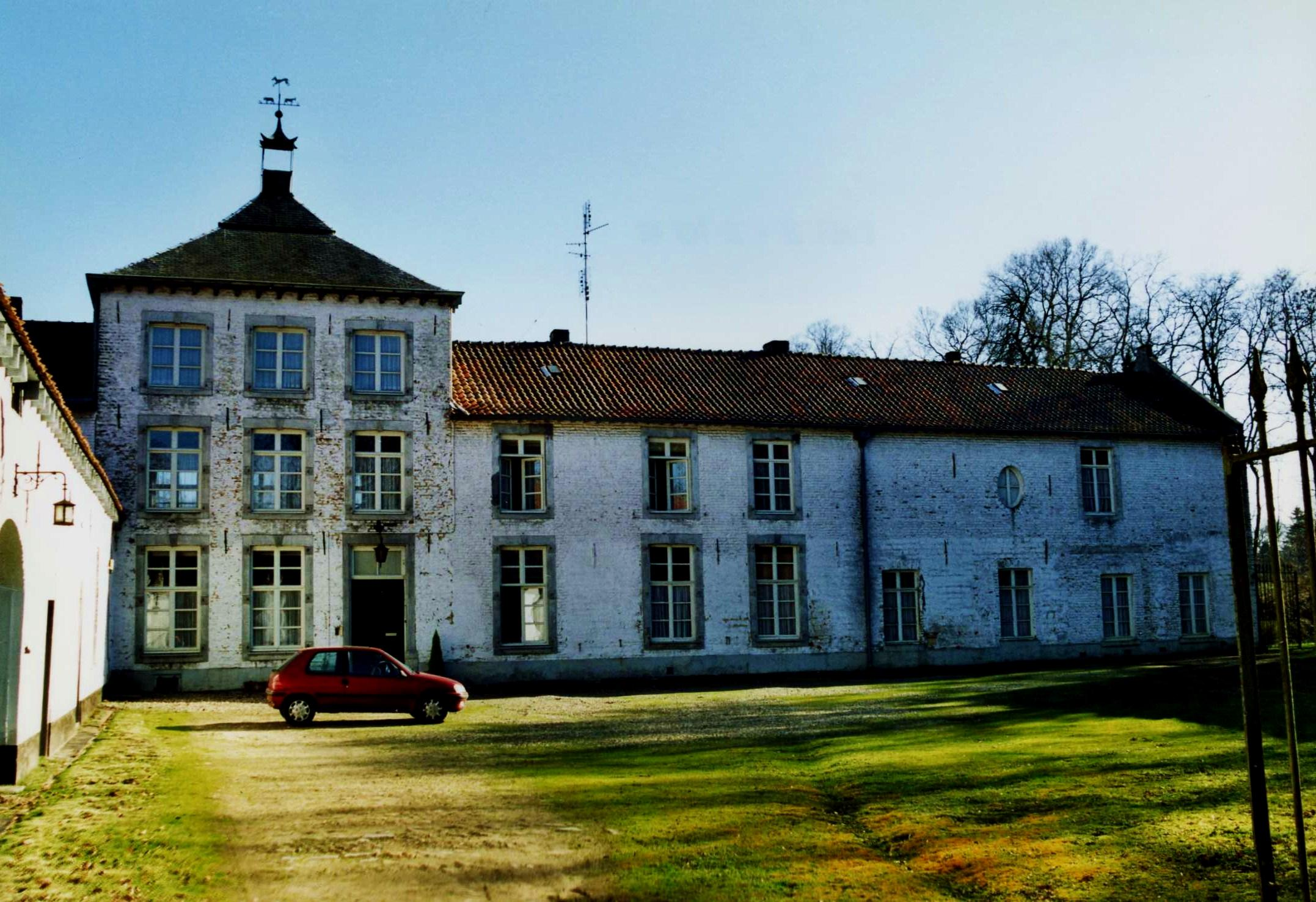
Huis Hoosden
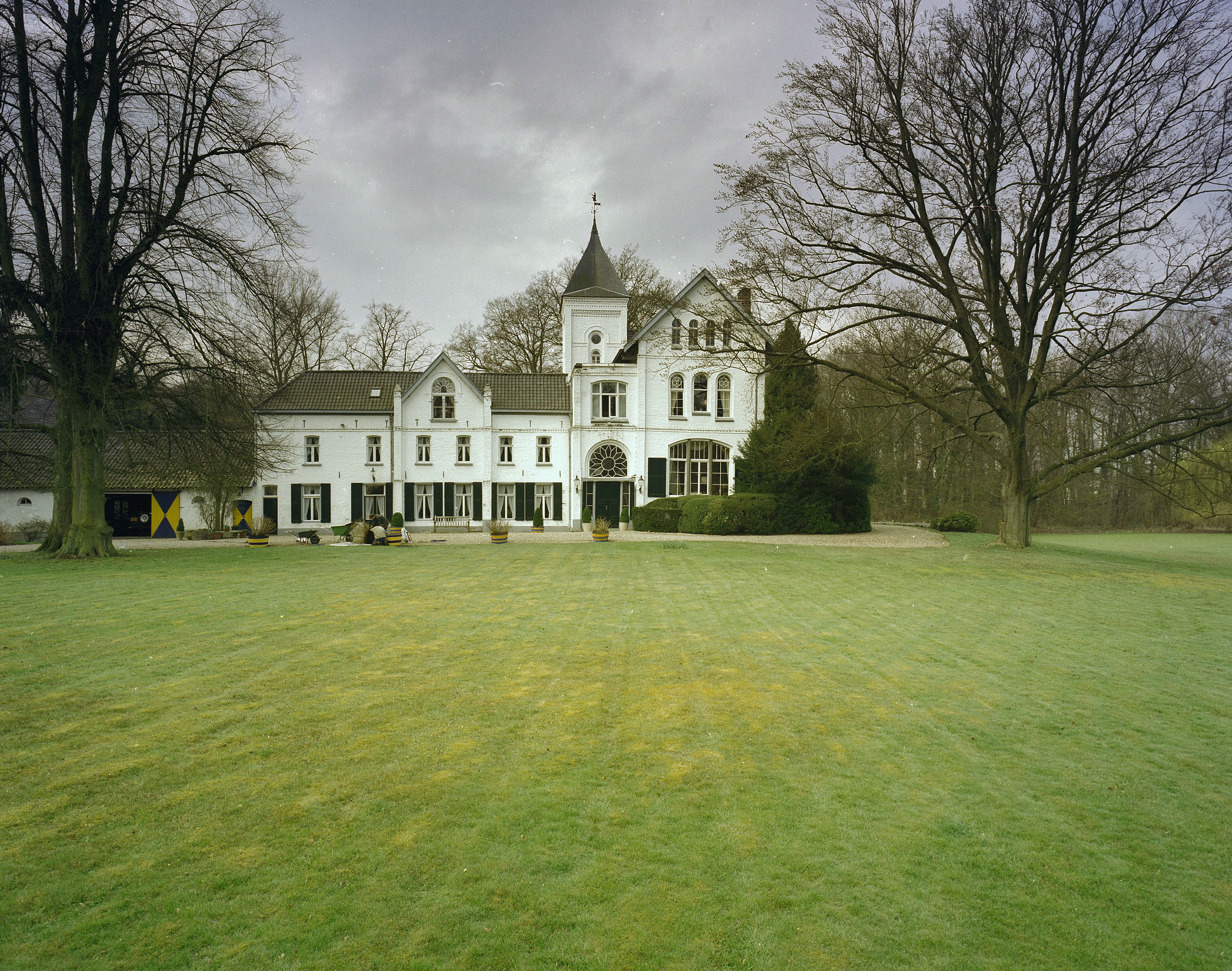
Kasteel Frymerson
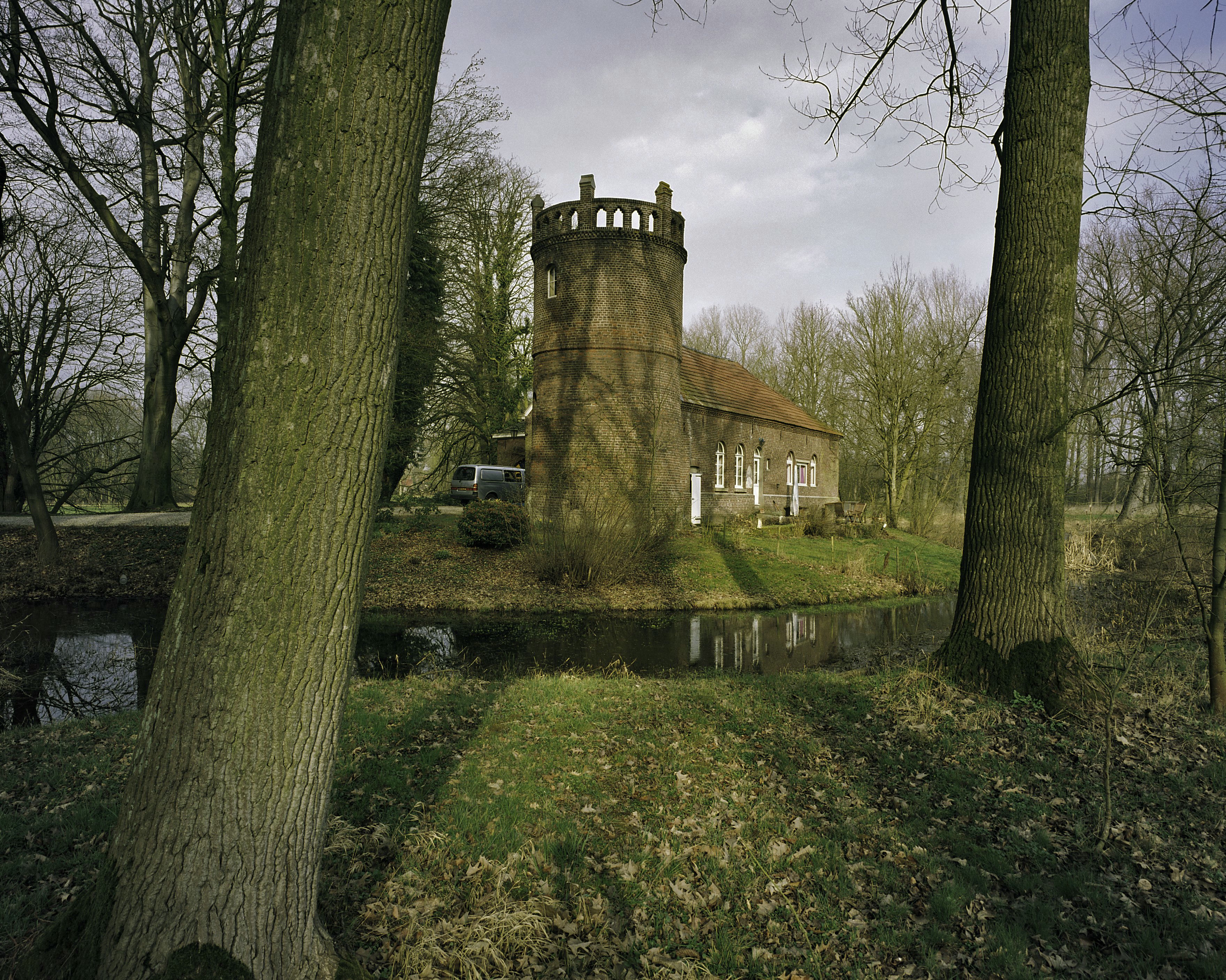
Idem, toren en bijgebouw

## Verkeer en vervoer

### Provinciale wegen
- naar Roermond.

### Openbaar vervoer
Sint Odiliënberg is aangesloten op het streekbussennet van Arriva en wordt aangedaan door de lijnen 61, 62 en 63.

## Verenigingsleven
De voetbalclub in Sint Odiliënberg heet R.K.V.V Sint Odiliënberg. Het eerste team speelt in de vierde klasse. Op ongeveer 100 meter van de voetbalvelden liggen de tennisbanen van L.T.C. Berg. In de plaatselijke sporthal kunnen allerlei sporten worden gedaan zoals badminton, volleybal, korfbal, basketbal, zaalvoetbal en hockey.
In Sint Odiliënberg is tevens een schutterij actief, Schutterij Prins Hendrik.

## Bekende personen uit Odiliënberg
- Wiro van Roermond (8e eeuw), Iers geestelijke, missionaris, heilige; volgens de overlevering medestichter van het klooster van Sint Odiliënberg
- Plechelmus (8e eeuw), Iers geestelijke, missionaris, heilige; volgens de overlevering medestichter van het klooster van Sint Odiliënberg
- Otger (8e eeuw), Engels geestelijke, missionaris, heilige; volgens de overlevering medestichter van het klooster van Sint Odiliënberg
- Michaël Willemsen (1831-1904), geestelijke, kunsthistoricus, publicist; van 1878-1904 pastoor in Sint Odiliënberg
- Connie Palmen (1955), schrijfster
- Jeroen Latijnhouwers (1967), journalist, nieuwslezer